# Ryusei Ryo
Ryusei Ryo (竜星 涼 (Long Tinh Lương) Ryō Ryūsei, sinh ngày 24 tháng 3 năm 1993 tại Shinjō, Yamagata) là một diễn viên người Nhật Bản.